# Teateråret 1920

## Händelser
- Teatern Ugala i Estland grundas.[1]

## Årets uppsättningar
- 3 januari – James H. Montgomerys pjäs Rena rama sanningen (Nothing But the Truth) från 1916 har svensk premiär på Vasateatern i Stockholm.[2]
- 10 januari – Versionen med efterspel av August Strindbergs pjäs Mäster Olof spelas för första gången på Lorensbergsteatern i Göteborg.[3]
- 15 juli – Karl Gerhards pjäs Hennes lilla Majestät har premiär på Göteborgs friluftsteater.[4]
- 1 oktober – Christian Bogø och Axel Frisches pjäs Den ny husassistent, (i svensk översättning Hemslavinnor), har urpremiär på Sønderbro Teater i Köpenhamn.

## Födda
- 29 januari – Sverre Gran, norsk skådespelare och dramatiker.
- 8 februari – Bengt Ekerot, svensk skådespelare och regissör.
- 28 februari – Alf Kjellin, svensk skådespelare.
- 1 mars – Sylvi Salonen, finländsk skådespelare.
- 8 mars – Eva Dahlbeck, svensk skådespelare.
- 26 mars – Börje Nyberg, svensk skådespelare och regissör.
- 19 april – Nils Ahlroth, svensk skådespelare och revyartist.
- 5 maj – Bengt Brunskog, svensk skådespelare.
- 10 maj – Eva Henning, norsk-svensk skådespelare.
- 26 maj – Rolf "Rulle" Lövgren, svensk revyartist.
- 25 juli – Jan Erik Lindqvist, svensk skådespelare.
- 1 september – Buster Larsen, dansk skådespelare.
- 11 september – Stig Olin, svensk skådespelare, regissör och radioman.
- 18 oktober – Ulf Palme, svensk skådespelare och regissör.
- 23 december – Birger Malmsten, svensk skådespelare.
- 29 december – Viveca Lindfors, svensk-amerikansk skådespelare.

## Avlidna
- 3 april – Richard Forsslund, 65, svensk skådespelare.
- 16 april – Conrad Nordqvist, 80, hovkapellmästare vid Kungliga Teatern i Stockholm.
- 12 maj – Carl Fredrik "Lunkan" Lundqvist, 79, svensk operasångare.
- 14 maj – Lilly Walleni, 44, svensk operasångare.
- 1 juni – Freja Ryberg, 87, svensk skådespelare.
- 15 oktober – Amanda Rylander, 88, svensk skådespelare.
- 15 november – Simon Lindstrand, 58, svensk skådespelare och varietéartist.